# Arquitectos de la Economía Mundial
Arquitectos de la Economía Mundial, serie con la que Televisa inició la consolidación de Foro TV. Inició el 24 de marzo de 2010, con Guillermo Ortiz Martínez, exgobernador del Banco de México como presentador y entrevistador de personajes relevantes en el plano de las finanzas internacionales. Los protagonistas de esta serie fueron Alan Greenspan, Jean Claude Trichet, Mark J. Carney, Henrique de Campos Meirelles, Paul Volcker, Axel Weber, Jaime Caruana y Stanley Fischer.